# Denaris
Denaris è un videogioco sparatutto a scorrimento orizzontale spaziale, pubblicato da Rainbow Arts nel 1989 per Amiga e Commodore 64. Esso è una revisione di Katakis, quest'ultimo ritirato dal mercato per aver perso la causa con Activision, in quanto troppo simile a R-Type; Rainbow Arts ripubblicò il gioco, con alcune modifiche, dopo che le parti si furono accordate.
Le versioni di Denaris (così come di Katakis) per Amiga e per Commodore 64 sono molto differenti tra loro, e quella per Amiga è anche molto meno somigliante a R-Type.
Nella versione Commodore 64 le modifiche rispetto a Katakis sono minimali e puramente estetiche; per ridurre la somiglianza con R-Type sono stati sostituiti solo alcuni sprite di oggetti secondari e ritoccato lo sfondo del secondo livello.
Nella versione Amiga è stato modificato l'ordine e il bilanciamento dei livelli. Ad esempio il primo livello di Denaris era il livello 2 di Katakis, con nemici depotenziati per renderlo più facile come livello iniziale. Si passa inoltre da un totale di 6 livelli a un totale di 7, con l'aggiunta di un livello nuovo.
Esiste tuttavia almeno una versione che ha ancora il titolo Katakis su schermo, ma che ha i livelli modificati di Denaris.
Il gioco per Commodore 64 è stato inserito nella Elite Collection di emulazioni per iOS della Elite Systems.

## Trama
Sul pianeta Denaris è avvenuta la classica rivolta delle macchine. Gli uomini denariani, intrappolati in una fortezza sotterranea, inviano l'aliante spaziale D5-H75 Eagle Fighter contro il nemico, un esercito di macchine ed esseri biomeccanici.

## Modalità di gioco
Si pilota una navicella vista di lato con scorrimento orizzontale continuo verso destra. La navicella può volare in tutte le direzioni e come arma di base spara proiettili a lungo raggio verso destra. Spesso ci sono strutture fisse che fanno da pavimento o da soffitto, dove bisogna evitare di scontrarsi. In alcuni punti si devono attraversare passaggi molto stretti. Ogni livello ha un diverso tema grafico e una diversa varietà di nemici robotici, perlopiù volanti, che termina con un boss.
Il videogioco è simile a R-Type, compresi alcuni nemici, livelli, effetti sonori; sono anche qui presenti il raggio laser che si potenzia caricandolo e il power-up di tipo satellite agganciabile.

### Commodore 64
La versione Commodore 64 ha uno schema di gioco quasi identico a quello di R-Type, tra cui i boss nello stesso stile di creature biomeccaniche grandi fino a mezzo schermo, ma presenta come principale novità la modalità a due giocatori in simultanea.
Sono disponibili sia la semplice modalità in cui si giocano due partite separate alternandosi, sia una modalità esclusiva in simultanea, dove il secondo giocatore controlla il satellite indistruttibile ottenuto come power-up; può decidere autonomanente di staccarlo dalla navicella e muoverlo in modo indipendente.
Fin dall'inizio la navicella dispone come arma secondaria di un raggio energetico che si attiva tenendo premuto a lungo il pulsante di fuoco; man mano che si tiene premuto, si riempie una barra nel pannello indicatore, la potenza cresce e infine il raggio parte al rilascio del pulsante.
Sia in singolo sia in due giocatori, il satellite si ottiene raccogliendo un "cristallo Geega"; può essere staccato e attaccato davanti o dietro la navicella, e oltre a sparare con propri armamenti aggiuntivi fa da scudo protettivo. Raccogliendo ulteriori Geega si cambia tra tre tipi di satellite, con armamenti sempre più potenti, chiamati Celest, Zykon e Gemega nel manuale. Il satellite è indistruttibile e si perde solo quando la navicella principale viene colpita e perde una vita.
Ci sono diversi altri tipi di power-up da raccogliere, come armi, velocità, scudi e smart bomb. In particolare ci sono tre categorie di sfere colorate che sono cumulabili: rosso per la potenza di fuoco, verde per il numero di missili e blu per lo scudo protettivo. Queste aumentano le tre rispettive barre nel pannello indicatore e, quando una barra si riempie, l'efficacia di quella caratteristica sale di un livello.
Il gioco è composto da 12 livelli.

### Amiga
La versione Amiga, sviluppata successivamente a quella per C64, presenta meno mostri biomeccanici in favore di avversari più classici e ha un aspetto grafico generalmente più monotono. C'è comunque un'ampia gamma di nemici oltre alle varie navicelle, tra cui barriere laser, cannoni, robot camminatori, torrette robotiche, e boss molto variabili. Ci sono postazioni a terra che non possono essere distrutte e devono essere evitate.
La modalità a due giocatori è disponibile solo alternati, giocando partite indipendenti.
Il sistema dei power-up è più semplice e tradizionale rispetto alla versione C64; si possono raccogliere sette tipi di simboli che danno un potenziamento immediato, con un pannello indicatore minimale che riporta solo punteggi e vite. Si possono ottenere armamenti, velocità, uno o due satelliti protettivi fissi sopra e sotto la navicella, un raggio potente che si carica tenendo premuto il pulsante (non disponibile da subito come su C64), e un satellite protettivo che si può attaccare e staccare dalla navicella (ma soltanto sul davanti), funge da difesa e non può essere utilizzato insieme al raggio potente.
Il gioco è composto da 7 livelli.
C'è la possibilità di salvare la tabella dei record.

## Sviluppo
Denaris fu sviluppato come una revisione di Katakis in seguito a una controversia con Activision che lo accusava di essere un plagio di R-Type. Le modifiche, almeno su Commodore 64, lo rendono meno simile a R-Type, ma come detto sopra sono minimali.
Secondo Teut Weidemann, all'epoca un produttore alla Rainbow Arts, Katakis fu trasformato in Denaris per varie ragioni. L'ingiunzione dell'Activision era ancora in corso, cosa che avrebbe potuto far preoccupare alcuni rivenditori e dissuaderli dal commerciare il videogioco precedente. Inoltre Katakis era già uscito da diverso tempo, ormai era stato anche piratato, e non vendeva più; invece Denaris poteva essere riproposto come un nuovo titolo. Se ne approfittò infatti per migliorare un po' il gioco. Furono corretti alcuni bachi, la versione Amiga fu arricchita con un livello in più e fu alloggiata su un solo dischetto anziché su due come il Katakis originale. Quest'ultima miglioria fu possibile utilizzando il metodo di scrittura delle "tracce lunghe" (long tracks), che aumenta la capacità del dischetto, fornisce una valida protezione dalla copia, e ridusse i costi di produzione.

## Accoglienza
Denaris ricevette giudizi molto buoni dalla critica del tempo, su entrambe le versioni, con votazioni medie superiori all'8/10 e soltanto pareri positivi da tutte le testate consultate.
Potevano influire un po' negativamente la mancanza di originalità, data la stretta somiglianza con il filone di R-Type, e la sostanziale assenza di variazioni da Katakis, che comunque era stato commercializzato l'anno prima.
Al confronto diretto ci fu chi preferì la versione Commodore 64 e chi la versione Amiga.
Alcune riviste segnalarono l'elevata difficoltà del gioco nella versione Amiga.
Teut Weidemann, un ex produttore della Rainbow Arts, pur non disponendo più di dati numerici, ricorda con certezza che Denaris fu piuttosto redditizio per l'azienda, grazie ai costi di sviluppo molto bassi.